# 伊斯代爾島
56°17′32″N 5°39′29″W / 56.29222°N 5.65806°W
伊斯代爾島是蘇格蘭的島嶼，位於大西洋海域，屬於斯萊特群島的一部分，由阿蓋爾-比特負責管轄，面積0.2平方公里，最高點海拔高度38米，2001年人口僅58人。

## 外部連結
- Eilean Eisdeal （页面存档备份，存于）
- Easdale People
- Undiscovered Scotland: Easdale （页面存档备份，存于）